# Ebbsfleet
Ebbsfleet – osada w Anglii, w hrabstwie Kent, w dystrykcie Thanet. Leży 19 km na wschód od miasta Canterbury i 105 km na wschód od centrum Londynu.